# Burgwall Kastorf (Kastorfer See)
Der Burgwall Kastorf ist ein slawischer Burgwall auf dem Gemeindegebiet von Knorrendorf am westlichen Ufer des Kastorfer Sees im Landkreis Mecklenburgische Seenplatte. 
Das Bodendenkmal besteht aus einem Burgberg mit ebenem Plateau, das mit Bäumen bestanden ist. Wall- oder Grabenreste sind keine mehr vorhanden. Am Nordrand der Anlage erkennt man jedoch den ehemaligen Zugangsweg in Form einer ansteigenden Rampe.
1988 fanden Ausgrabungen am Westufer des Sees unter der Leitung von Volker Schmidt statt. Dabei wurde eine Siedlung aus der mittelslawischen Zeit des 9. bis 10. Jahrhunderts nachgewiesen. Der Burgberg und diese Siedlung bestanden zeitgleich. Da der Wasserstand des Kastorfer Sees in der Slawenzeit um etwa zwei Meter höher lag, wurde die Burg wie eine Art Insel auf natürliche Weise geschützt.
Der auch als "Runne Wall" oder "Alte Schanz" bezeichnete Burgwall stellte den Herrschaftssitz eines lokalen Adligen jener Zeit dar.
Möglicherweise entstand die Burg unmittelbar nach Aufgabe der altslawischen Großraumburg am gegenüber liegenden Ufer, siehe Burgwall Wildberg. Eine weitere Burganlage befand sich auf der Burgwallinsel. Man vermutet, dass die drei Burgen vom Kastorfer See den politischen und kulturellen Mittelpunkt der Tollenser darstellten.
Heute befindet sich am Bodendenkmal eine Badestelle samt Steg.